# Ciîstopillea, Novoaidar
Ciîstopillea (în ucraineană Чистопілля) este o comună în raionul Novoaidar, regiunea Luhansk, Ucraina, formată numai din satul de reședință.

## Demografie
Componența lingvistică a comunei Ciîstopillea
     Ucraineană (84,39%)
     Rusă (12,65%)
     Alte limbi (0,66%)
Conform recensământului din 2001, majoritatea populației comunei Ciîstopillea era vorbitoare de ucraineană (84,39%), existând în minoritate și vorbitori de rusă (12,65%).